# Destan Bajselmani
Destan Bajselmani (Enschede, 13 mei 1999) is een Kosovaars–Nederlands voetballer die als verdediger speelt.

## Carrière
Bajselmani speelde in de jeugd van FC Twente, voordat hij in 2015 de overstap maakte naar provinciegenoot PEC Zwolle. Op 1 december 2018 zat hij voor het eerst bij de selectie voor de hoofdmacht na de verbanning van Darryl Lachman naar het tweede elftal. Op 5 oktober 2019 maakte hij zijn debuut in de verloren uitwedstrijd tegen sc Heerenveen. Hij kwam in de 33e minuut in het veld voor de geblesseerde Gustavo Hamer. In juni 2020 tekende hij zijn eerste contract.

## Carrièrestatistieken
| Seizoen                    | Club            | Land            | Competitie      | Competitie | Competitie | Beker | Beker | Internationaal | Internationaal | Overig | Overig | Totaal | Totaal |
| Seizoen                    | Club            | Land            | Competitie      | Wed.       | Dlp.       | Wed.  | Dlp.  | Wed.           | Dlp.           | Wed.   | Dlp.   | Wed.   | Dlp.   |
| -------------------------- | --------------- | --------------- | --------------- | ---------- | ---------- | ----- | ----- | -------------- | -------------- | ------ | ------ | ------ | ------ |
| 2019/20                    | PEC Zwolle      | Nederland       | Eredivisie      | 3          | 0          | 0     | 0     | –              | –              | 0      | 0      | 3      | 0      |
| 2020/21                    | PEC Zwolle      | Nederland       | Eredivisie      | 6          | 0          | 0     | 0     | –              | –              | 0      | 0      | 6      | 0      |
| 2021/22                    | PEC Zwolle      | Nederland       | Eredivisie      | 0          | 0          | 0     | 0     | –              | –              | 0      | 0      | 0      | 0      |
| Carrière totaal            | Carrière totaal | Carrière totaal | Carrière totaal | 9          | 0          | 0     | 0     | 0              | 0              | 0      | 0      | 9      | 0      |
| Bijgewerkt tot 21 mei 2022 |                 |                 |                 |            |            |       |       |                |                |        |        |        |        |

## Interlandcarrière

### Kosovo
Op 1 juni 2021 debuteerde Bajselmani bij het Kosovo in een vriendschappelijke wedstrijd tegen San Marino (4–1).
| Interlands van Destan Bajselmani voor Kosovo | Interlands van Destan Bajselmani voor Kosovo | Interlands van Destan Bajselmani voor Kosovo | Interlands van Destan Bajselmani voor Kosovo | Interlands van Destan Bajselmani voor Kosovo | Interlands van Destan Bajselmani voor Kosovo |
| №                                            | Datum                                        | Wedstrijd                                    | Uitslag                                      | Soort Wedstrijd                              | Doelpunten                                   |
| Als speelster bij PEC Zwolle                 | Als speelster bij PEC Zwolle                 | Als speelster bij PEC Zwolle                 | Als speelster bij PEC Zwolle                 | Als speelster bij PEC Zwolle                 | Als speelster bij PEC Zwolle                 |
| -------------------------------------------- | -------------------------------------------- | -------------------------------------------- | -------------------------------------------- | -------------------------------------------- | -------------------------------------------- |
| 1.                                           | 1 juni 2021                                  | Kosovo – San Marino                          | 4 – 1                                        | Vriendschappelijk                            | 0                                            |